# Conversão dos judeus ao cristianismo

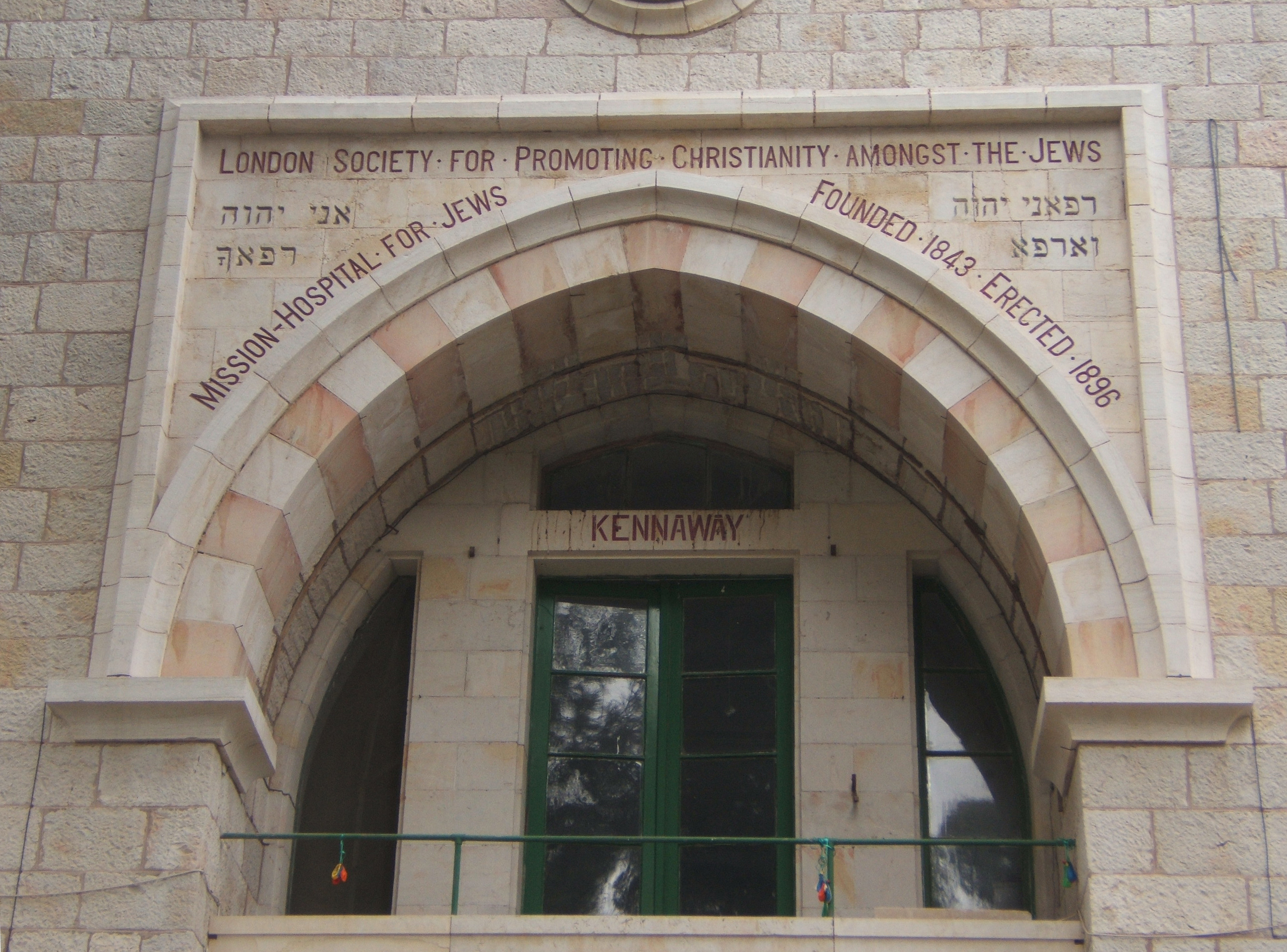
Versículos da Bíblia em hebraico no prédio principal do Ministério da Igreja da Inglaterra na Rua Hanaviim em Jerusalém.

A conversão generalizada dos judeus ao Cristianismo é um evento futuro previsto por muitos cristãos, geralmente como um evento do fim dos tempos. Alguns grupos cristãos consideram a conversão dos judeus imperativa e premente e assumem a missão de fazer isso. No entanto, desde a Idade Média, a Igreja Católica confirmou formalmente a Constitutio pro Judæis (declaração formal sobre os judeus), que afirmava:
Decretamos que nenhum cristão usará de violência para os forçar [os judeus] a serem baptizados, enquanto não estiverem dispostos e recusarem. ...
Apesar de tais declarações papais, a pressão pessoal, econômica e cultural sobre a conversão dos judeus persistiu, muitas vezes provocada por clérigos. A perseguição e os deslocamentos forçados de judeus ocorreram por muitos séculos e foram considerados inconsistentes com a bula papal porque não havia "violência para forçar o batismo". Houve gestos ocasionais para a reconciliação. Pogroms e conversões forçadas eram comuns em toda a Europa cristã, incluindo violência organizada, propriedade restritiva da terra e vida profissional, realocação e gueto forçados, códigos de vestimenta obrigatórios e, às vezes, ações humilhantes e torturas. O objetivo era frequentemente os judeus escolherem entre conversão, migração ou morte. O Ministério da Igreja da Inglaterra entre o Povo Judeu, fundado em 1809, usou meios não coercitivos em seus esforços de divulgação e missão.
As tentativas dos cristãos de converter judeus ao Cristianismo são uma questão importante nas relações entre cristãos e judeus e na reconciliação entre cristãos e judeus. Grupos judeus como a Liga Anti-Difamação descreveram as tentativas de converter judeus ao Cristianismo como anti-semitas e compararam diretamente esses esforços com o Holocausto. O papa Bento XVI em 2011 sugeriu que a igreja não deveria visar os judeus para os esforços de conversão, uma vez que "Israel está nas mãos de Deus, que a salvará 'como um todo' no tempo apropriado". Várias denominações cristãs progressistas declararam publicamente que não serão mais proselitistas judeus enquanto outras igrejas cristãs protestantes disseram que continuarão seus esforços para evangelizar entre os judeus, dizendo que isso não é anti-semita.
Uma pesquisa realizada em 2008 com cristãos americanos pelo Fórum Pew sobre Religião e Vida Pública descobriu que mais de 60% da maioria das denominações acredita que os judeus receberão a vida eterna após a morte ao lado dos cristãos.

## No Novo Testamento
A base bíblica para essa expectativa é encontrada em Romanos 11,25-26:
Não quero que vocês ignorem esse mistério, irmãos, para que não sejam vaidosos: Israel experimentou um endurecimento em parte até que todo o número de gentios tenha chegado. E assim todo o Israel será salvo... (NIV).
O significado de Romanos 11: 25-26a foi contestado. Douglas J. Moo chama Romanos 11, 26a "o centro da tempestade na interpretação de Romanos 9 a 11 e no ensino do Novo Testamento sobre os judeus e seu futuro". O próprio Moo interpreta a passagem como prevendo uma "conversão em larga escala do povo judeu no final desta era" através da "fé no evangelho de Jesus, seu Messias".
O papa Bento XVI em seu livro Jesus de Nazaré: Semana Santa (2011) sugeriu que a igreja não deveria ter como alvo os judeus para esforços de conversão, uma vez que "Israel está nas mãos de Deus, que a salvará 'como um todo 'na hora certa."

## Na história das igrejas protestantes
Ao longo da história das igrejas cristãs, houve momentos em que as pessoas previram ou esperaram a conversão dos judeus como um evento iminente. O mais famoso deles é o entusiasmo inicial de Martinho Lutero de que o evento ocorreria através da pregação do evangelho protestante. Quando isso não ocorreu, Lutero mudou de atitude e escreveu Sobre os judeus e suas mentiras, no qual ele parece rejeitar a possibilidade de conversão judaica.
Outros reformadores protestantes aceitaram a ideia de uma conversão dos judeus, incluindo Martin Bucer, Peter Martire e Teodoro Beza. Foi uma ideia popular entre os puritanos. Os trabalhos puritanos sobre o assunto incluem O chamado dos judeus (William Gouge, 1621), Alguns discursos sobre o ponto da conversão dos judeus (Moses Wall, 1650) e O mistério da salvação de Israel explicado e aplicado (Aumento Mather, 1669). Houve discordância sobre quando essa conversão ocorreria - uma minoria significativa, começando com Thomas Brightman (1607) e Elnathan Parr (1620) previu uma conversão judaica antes do fim dos tempos, que inauguraria uma era de bênção mundial. A visão de uma era de bênção anterior ao retorno de Cristo ficou conhecida como pós-milenismo.
A conversão dos judeus continuou sendo a esperança dos evangélicos britânicos nos séculos XVIII e XIX. Iain Murray diz de Charles Simeon que "a conversão dos judeus foi talvez o interesse mais caloroso de sua vida" e que ele escolheria a conversão de 6 milhões de judeus em vez da conversão de 600 milhões de gentios, já que o primeiro levaria ao segundo. Foi também uma preocupação importante da Igreja da Escócia, que em 1839 enviou Robert Murray M'Cheyne e Andrew Bonar à Palestina em uma "Missão de Inquérito sobre o Estado dos Judeus".
A conversão dos judeus faz parte de algum pensamento dispensacionalista pré-milenista, mas não todo. Hal Lindsey, um dos mais populares promotores americanos do dispensacionalismo, escreveu em The Late Great Planet Earth que por Ezequiel (39,6-8), depois que os judeus combaterem uma invasão "russa", os judeus verão isso como um milagre e se converterão ao Cristianismo.
Em algumas ocasiões, as pessoas previram uma data específica para esse evento. Henry Archer, por exemplo, em sua obra de 1642, O Pessoal dos Reinos de Cristo na Terra, previu que a conversão dos judeus ocorresse na década de 1650, 1290 anos (um número derivado de Daniel 12,11) depois de Juliano, o Apóstata.

## Liturgia cristã
Na liturgia católica, uma oração pela conversão dos judeus é encontrada na oração da Sexta-feira Santa pelos judeus. A redação da oração sofreu inúmeras mudanças na redação e, embora a esperança específica de uma conversão em massa não seja contemplada na oração, a versão de 2008 da oração faz referência a Romanos 11,26: "todo Israel seja salvo". A versão de 2008 da oração diz:
Rezemos também pelos judeus: Que o nosso Deus e Senhor ilumine os seus corações, que eles reconheçam que Jesus Cristo é o Salvador de todos os homens... Deus Todo-Poderoso e eterno, que quer que todos os homens sejam salvos e cheguem ao reconhecimento da verdade, conceda de forma propícia que, mesmo quando a plenitude dos povos entrar na Tua Igreja, todo o Israel seja salvo. ...
Uma retranslação de 2011 agora diz:
Rezemos também pelo povo judeu, a quem o Senhor nosso Deus falou primeiro, para que ele lhes conceda avançar no amor ao seu nome e na fidelidade ao seu pacto... Deus Todo-Poderoso sempre vivo, que fez as tuas promessas a Abraão e aos seus descendentes, ouve com gratidão as orações da tua Igreja, para que o povo que fizeste primeiro possa alcançar a plenitude da redenção...
O Diretório de Culto Público aprovado pela Assembléia de Westminster declara que uma oração deve ser feita pela conversão dos judeus. O serviço das Vésperas na Grande Sexta-feira na Igreja Ortodoxa Oriental e nas igrejas católicas bizantinas usa a expressão "pessoas ímpias e transgressoras" mas as expressões mais fortes estão nos Orthros da Sexta-feira Santa, que inclui a mesma frase mas também fala dos "assassinos de Deus, a nação sem lei dos judeus" e referindo-se à "assembléia dos judeus", ora: "Mas dê a eles, ó Senhor, sua recompensa, pois eles inventaram coisas vãs contra Ti." Em 2015, a Igreja Ortodoxa Ucraniana ainda usava o termo "sinagoga sem lei" em suas Vésperas da Sexta-feira Santa.